# Метод Петрика
Метод Петрика — метод для получения всех минимальных ДНФ из таблицы простых импликант. Предложен в 1956 году американским учёным Стэнли Роем Петриком (1931—2006). Метод Петрика довольно сложно применять для больших таблиц, но очень легко реализовать программно.

## Алгоритм
1. Упростить таблицу простых импликант, исключив необходимые импликанты и соответствующие им термы.
2. Обозначить строки упрощённой таблицы : {\displaystyle P_{1},P_{2},P_{3},P_{4}}, и т. д.
3. Сформировать логическую функцию {\displaystyle P}, которая истинна когда покрыты все столбцы. {\displaystyle P} состоит из КНФ, в которой каждый конъюнкт имеет форму {\displaystyle (P_{i0}+P_{i1}+\cdots +P_{iN})}, где каждая переменная {\displaystyle P_{ij}} представляет собой строку, покрывающую столбец {\displaystyle i}.
4. Упростить {\displaystyle P} до минимальной ДНФ умножением и применением {\displaystyle X+XY=X}, {\displaystyle XX=X} и {\displaystyle X+X=X}.
5. Каждый дизъюнкт в результате представляет решение, то есть набор строк, покрывающих все минтермы в таблице простых импликант.
6. Далее для каждого решения, найденного в шаге 5 необходимо подсчитать количество литералов в каждой простой импликанте.
7. Выбрать терм (или термы), содержащие минимальное количество литералов и записать результат.

## Пример
Есть булева функция от трёх переменных, заданная суммой минтермов:
{\displaystyle f(A,B,C)=\sum m(0,1,2,5,6,7)\,} Таблица простых импликант из метода Куайна-МакКласки:
|                                          | 0 | 1 | 2 | 5 | 6 | 7 |
| ---------------------------------------- | - | - | - | - | - | - |
| K ({\displaystyle {\bar {a}}{\bar {b}}}) | ✓ | ✓ |   |   |   |   |
| L ({\displaystyle {\bar {a}}{\bar {c}}}) | ✓ |   | ✓ |   |   |   |
| M ({\displaystyle {\bar {b}}c})          |   | ✓ |   | ✓ |   |   |
| N ({\displaystyle b{\bar {c}}})          |   |   | ✓ |   | ✓ |   |
| P ({\displaystyle ac})                   |   |   |   | ✓ |   | ✓ |
| Q ({\displaystyle ab})                   |   |   |   |   | ✓ | ✓ |

Основываясь на пометках в таблице выше, выпишем КНФ (строки складываются, их суммы перемножаются):
{\displaystyle (K+L)(K+M)(L+N)(M+P)(N+Q)(P+Q)}
Используя свойство дистрибутивности, обратим выражение в ДНФ. Также будем использовать следующие эквивалентности для упрощения выражения: {\displaystyle X+XY=X}, {\displaystyle XX=X} и {\displaystyle X+X=X}.
{\displaystyle =(K+L)(K+M)(L+N)(M+P)(N+Q)(P+Q)}
{\displaystyle =(K+LM)(N+LQ)(P+MQ)}
{\displaystyle =(KN+KLQ+LMN+LMQ)(P+MQ)}
{\displaystyle =KNP+KLPQ+LMNP+LMPQ+KMNQ+KLMQ+LMNQ+LMQ}
Теперь снова используем {\displaystyle X+XY=X} для дальнейшего упрощения:
{\displaystyle =KNP+KLPQ+LMNP+LMQ+KMNQ}
Выберем произведениями с наименьшим количеством переменных являются {\displaystyle KNP} и {\displaystyle LMQ}.
Выберем терм с наименьшим количеством литералов. В нашем случае оба произведения расширяются до шести литералов:
- {\displaystyle KNP} расширяется в {\displaystyle {\bar {a}}{\bar {b}}+b{\bar {c}}+ac}
- {\displaystyle LMQ} расширяется в {\displaystyle {\bar {a}}{\bar {c}}+{\bar {b}}c+ab}

Поэтому минимальными являются оба терма.